# Jean-Michel Fichot
Pour les articles homonymes, voir Fichot.
 (avril 2023).
La mise en forme du texte ne suit pas les recommandations de Wikipédia : il faut le « wikifier ».
Les points d'amélioration suivants sont les cas les plus fréquents. Le détail des points à revoir est peut-être précisé sur la page de discussion.
- Les titres sont pré-formatés par le logiciel. Ils ne sont ni en capitales, ni en gras.
- Le texte ne doit pas être écrit en capitales (les noms de famille non plus), ni en gras, ni en italique, ni en « petit »…
- Le gras n'est utilisé que pour surligner le titre de l'article dans l'introduction, une seule fois.
- L'italique est rarement utilisé : mots en langue étrangère, titres d'œuvres, noms de bateaux, etc.
- Les citations ne sont pas en italique mais en corps de texte normal. Elles sont entourées par des guillemets français : « et ».
- Les listes à puces sont à éviter, des paragraphes rédigés étant largement préférés. Les tableaux sont à réserver à la présentation de données structurées (résultats, etc.).
- Les appels de note de bas de page (petits chiffres en exposant, introduits par l'outil «  Source ») sont à placer entre la fin de phrase et le point final[comme ça].
- Les liens internes (vers d'autres articles de Wikipédia) sont à choisir avec parcimonie. Créez des liens vers des articles approfondissant le sujet. Les termes génériques sans rapport avec le sujet sont à éviter, ainsi que les répétitions de liens vers un même terme.
- Les liens externes sont à placer uniquement dans une section « Liens externes », à la fin de l'article. Ces liens sont à choisir avec parcimonie suivant les règles définies. Si un lien sert de source à l'article, son insertion dans le texte est à faire par les notes de bas de page.
- La présentation des références doit suivre les conventions bibliographiques. Il est recommandé d'utiliser les modèles {{Ouvrage}}, {{Chapitre}}, {{Article}}, {{Lien web}} et/ou {{Bibliographie}}. Le mode d'édition visuel peut mettre en forme automatiquement les références.
- Insérer une infobox (cadre d'informations à droite) n'est pas obligatoire pour parachever la mise en page.

Pour une aide détaillée, merci de consulter Aide:Wikification.
Si vous pensez que ces points ont été résolus, vous pouvez retirer ce bandeau et améliorer la mise en forme d'un autre article.
Jean-Michel Fichot, né en 1959 à Paris, est un artiste contemporain français, sculpteur et professeur en arts appliqués.

## Biographie
Jean-Michel Fichot est né en 1959 à Paris.
Il vit et travaille près de Paris, où il obtient des diplômes à l'École des Arts Appliqués Duperré en 1980 et 1982 et à l'École des Beaux-Arts en 1984.
Il expose depuis 1985.
Son atelier est situé à Bures-sur-Yvette.
En 2023 lors de son exposition au musée de la fondation  de Coubertin, le compositeur Philippe Schoeller lui dédie l'oeuvre (Enfeu) en hommage à l'origine de son travail.
Chevalier de l’ordre des Arts et des Lettres en 2023.

## Expositions
- 2020 : " De Fer et d'Acier " Musée de la Fondation de Coubertin, avec des prêts d'oeuvres du Musée d'Art Moderne de Paris, CNAP et du centre Pompidou. https://patrimoines.iledefrance.fr/actualites/exposition-fer-acier-union-matiere-fondation-coubertin

1990 : Musée d'Art et d'Histoire de Saint-Denis
- 1991 : Musée d'Art et d'Histoire de Colombes.

- 2019 : Espace Niemeyer paris, Roaming. la Jeune Création présente jean Michel Fichot, Gérard Fromanger, Paul rebeyrolle et le groupe UNTEL. https://www.jeunecreation.org/roaming-exposition-collective/
- 2020 :  "De fer et d'Acier" musée de la Fondation de Coubertin, avec prêts d'oeuvres du Musée d'Art moderne de Paris, CNAP et du Centre Pompidou. https://patrimoines.iledefrance.fr/actualites/exposition-fer-acier-union-matiere-fondation-coubertin
- 2022 : Fondation Arp Clamart http://www.fondationarp.org/association_des_amis.html
- Centre d'arts plastiques Albert Chanot
- 2023 : Musée de la Fondation de Coubertin Saint-Rémy- Lès-Chevreuse https://www.coubertin.fr/exposition-temporaire-2023/
- Il expose en France et à l'étranger (Allemagne, Belgique, Suisse, États-Unis et Japon) dans des galeries, des foires internationales d'art contemporain et des musées.

## Style
Comme tout artiste, il a créé son langage, utilisant la déformation et la répétition des formes en quête de nouvelles situations dans l'espace et c'est au contact direct de la matière et des volumes qu'il trouve.
Dans l'article qu'elle lui a consacré en 1988 pour la revue Frénésie, Marie-Claude Lambotte parle de « philosophie de la forme », on parlerait aussi volontiers de poétique de la sculpture qui ne peut se réduire à un seul discours qu'il soit critique, littéraire, philosophique, psychanalytique ou sociologique.
Les formes figuratives sont traitées comme des abstractions dans la mesure où elles ne visent pas à figurer de façon imagée, anecdotique, une histoire.
Il y a le souci de trouver un rythme, un mouvement, un phrasé, une mise en tension, une matière. La déformation, sorte de condensation métaphorique se conjugue avec la répétition, sorte de déplacement métonymique du désir, chaque sculpture se situant dans le temps au croisement des deux axes diachronique et chronologique. Il y a un système de double référence, référence à l'histoire et à la mémoire collective d'une part et autoréférence par le biais de la répétition  et de l'utilisation de  modules analogues d'une sculpture à l'autre, c'est en cela qu'il trouve son identité propre.
Il produit des collections d'œuvres thématiques, comme des masques montrant le même visage déformés en 100 grimaces différentes.

## Œuvres
- Les années 1980 sont consacrées à l'émergence de la série des Enfeus dont l'élement déclencheur est l'enfeu de la Cathédrale Saint-Pol-de-Léon dans le Nord Finistère.
- Enfeu n°26, Prix Jean Arp, acquis par la Ville de Clamart.
- Les années 1990 sont celles des séries Monde Femme, Afrique et Alignements.
- 1991, Afrique II, III, IV entre dans la collection du Musée de Colombes.
- 1995, la sculpture Zepa de la série Bosnie symbolise le massacre de l'enclave de Zepa en Bosnie.
- En 2015, à la suite de la destruction de Palmyre, début d'une nouvelle série de gravures et de sculptures intitulée Scènes. Série exposée au Musée de la Fondation de Coubertin à Saint-Rémy-lès-Chevreuse en 2023.
- 2017 : Femme feuille, Bures-sur-Yvette[6], installée dans le pièce d'eau de l'îlot Mairie du Centre Ville.

## Récompenses
- En 1986, il reçoit le prix d'art contemporain Jean Arp décerné par Marguerite Arp, Dominique Abensour, Marcel Jean et Philippe Piguet. Il participe la même année au Symposium international de sculpture à Sylt (Allemagne) où il rencontre Nils Udo.
- En 1987 prix E.M Sandoz,Fondation Taylor.
- Sélectionné pour le prix Paul-Louis Weiller, Institut de France, Paris
- En 1989, il reçoit le prix Florence Blumenthal après avoir été sélectionné par un jury composé de Jean Bazaine et Yvon Lambert.
- Sélectionné pour le prix Fénéon, Chapelle de la Sorbonne, Paris
- En 2012, il reçoit le prix de sculpture Charles Malfray de la Fondation Taylor[7].